# Phaleria baliensis
Phaleria baliensis – gatunek chrząszcza z rodziny czarnuchowatych i podrodziny Diaperinae.
Gatunek ten opisany został po raz pierwszy w 2020 roku przez Rolanda Grimma i Martina Lilliga na łamach „Vernate”. Jako miejsce typowe wskazano Pantai Sabę w okolicy Sanuru na Bali.  Epitet gatunkowy oznacza po łacinie „balijska”.
Chrząszcz o podługowato-owalnym w zarysie ciele długości od 4 do 4,5 mm i szerokości między 1,3 a 2 mm, węższym i słabiej sklepionym niż u Ph. atriceps. Głowa jest czarna z jaśniejszymi narządami gębowymi, a czasem też nasadami czułków. Wyraźnie szagrynowany i bezładnie punktowany nadustek ma łukowaty brzeg przedni po bokach przechodzący w łukowate policzki. Czoło między dużymi, zaokrąglonymi oczami ma szerokość nadustka. Przedplecze jest czarne z żółto lub pomarańczowo obrzeżonymi bokami, szersze niż dłuższe, najszersze przed środkiem długości i ku przodowi silniej niż ku tyłowi stamtąd zwężone, o krawędzi przedniej wykrojonej bardzo płytko i prawie prostej, kątach przednich i tylnych rozwartych, a krawędzi tylnej prostej i nieznacznie wykrojonej przed tylnymi kątami. Powierzchnię ma wyraźnie szagrynowaną, skąpiej i drobniej niż głowa punktowaną. Pokrywy są czarne z żółto lub pomarańczowo obrzeżonymi bokami, o prawie równoległych bokach, nieco szerszej od przedplecza podstawie, rozwartych i łukowatych kątach barkowych oraz głównie płaskich, tylko w tyle i na bokach lekko wypukłych międzyrzędach. Na propleurach, śródpiersiu i zapiersiu występuje szagrynowanie i rozproszone punktowanie.
Owad endemiczny dla indonezyjskiej wyspy Bali.